# 公腊胡洞乡
公腊胡洞乡，是中华人民共和国内蒙古自治区乌兰察布市化德县下辖的一个乡镇级行政单位。

## 行政区划
公腊胡洞乡下辖以下地区：
丰旺村、白音尔计村、民主村、挺进村、联合村、公腊胡洞村、兴牧村、二道河村、三道沟村、农建村、和胜村、莫龙图村和前进村。